# Asil Surís
L'Asil Surís és una entitat benèfica de Sant Feliu de Guíxols (Baix Empordà) fundada com a llegat de Joan Surís i Llorens. L'edifici modernista de l'arquitecte General Guitart i Lostaló està protegit com a bé cultural d'interès local.

## Descripció
L'edificació ha anat tenint successives ampliacions. Actualment és una construcció de planta i pis, formada per una distribució completament ordenada i simètrica on actua d'eix l'entrada amb un gran finestral. D'aquest nucli central parteixen dues construccions laterals iguals formades per tres finestres verticals amb dues obertures cadascun, units al primer pis amb la planta baixa per maó vist, accentuant la verticalitat per trencar la monotonia de l'horitzontalitat. L'estructura acaba en una teulada de teules vermelles que va seguida per una tímida balconada. Completant el conjunt arquitectònic encara queden dos cossos més lateralment, afegits respectant l'ordenació de l'edifici.

## Història
L'any 1845, Joan Surís i Llorens va institucionalitzar un llegat de caràcter benèfic que hauria de portar el seu nom, amb una aportació de 40.000 pesos. El 1896 es comprà el terreny i es va construir entre 1904 i 1906. El projecte data del 30 de juliol del 1904 i fa referència a un «asil per a gent gran sense recursos i infants desemparats». El 1906 es va crear la Fundació Asil Surís, i la residència va ser gestionada per les Germanes dels Vells Desemparats.